# Ogenyi Onazi
Ogenyi Eddy Onazi (* 25. Dezember 1992 in Lagos) ist ein nigerianischer Fußballspieler.

## Karriere

### Verein
Ogenyi Onazi spielte bis 2011 in seiner Heimat, danach wechselte er nach Italien zu Lazio Rom. In seiner ersten Saison spielte er in der Primavera-Jugendmannschaft von Lazio. Sein Debüt in der Serie A feierte er am 37. Spieltag der Saison 2011/12 unter Edoardo Reja. Beim 2:0-Erfolg über Atalanta Bergamo wurde er in der 89. Minute für Senad Lulić eingewechselt. Zur Saison 2012/13 wurde er Bestandteil der ersten Mannschaft. Onazi gewann am Ende der Saison mit Lazio den Italienischen Pokal.
Im Sommer 2016 verpflichtete ihn der türkische Erstligist Trabzonspor. Seit  Januar 2020 steht er bei Denizlispor unter Vertrag.

### Nationalmannschaft
Für die U-17 von Nigeria bestritt er drei Spiele bei der U-17-Fußball-Weltmeisterschaft 2009 im eigenen Land. Nigeria erreichte das Finale. Für die A-Nationalmannschaft debütierte er am 13. Oktober 2012 beim 6:1-Sieg über Liberia. Mit Nigeria gewann er den Afrika-Cup 2013. Beim FIFA-Konföderationen-Pokal 2013 stand Onazi im Kader, blieb jedoch ohne Einsatz. Bei der WM 2014 spielte er in jedem Spiel der Nigerianer und scheiterte mit der Mannschaft im Achtelfinale an Frankreich. Er gehörte auch zum Kader Nigerias für die WM 2018 in Russland, bei der Nigeria nach Niederlagen gegen Kroatien und Argentinien und einem Sieg gegen Island als Dritter der Gruppe D in der Gruppenphase ausschied. Onanzi kam hier zu keinem Einsatz.

## Erfolge
- Coppa-Italia-Sieger: 2012/13
- Fußball-Afrikameisterschaft-Sieger: Afrika-Cup 2013
- FIFA-Konföderationen-Pokal-Teilnahme: 2013 (ohne Einsatz)